# Castelnuovo Don Bosco
Pour les articles homonymes, voir Castelnuovo, Don Bosco (homonymie) et Bosco.
Castelnuovo Don Bosco est une commune italienne de la province d'Asti, dans la région Piémont.

## Histoire
Autrefois appelé Châteauneuf d'Asti, Castelnuovo d'Asti en italien, la commune a changé de dénomination en l'honneur du prêtre Don Bosco qui se consacra à l'éducation de la jeunesse défavorisée. 

## Administration
| Période                                  | Période  | Identité      | Étiquette | Qualité |
| ---------------------------------------- | -------- | ------------- | --------- | ------- |
| depuis 2009                              | En cours | Giorgio Musso |           |         |
|                                          |          |               |           |         |
| Les données manquantes sont à compléter. |          |               |           |         |

### Hameaux
Becchi

### Communes limitrophes
Albugnano, Buttigliera d'Asti, Capriglio, Moncucco Torinese, Moriondo Torinese, Passerano Marmorito, Pino d'Asti